# Косевци
Косевци е село в Северна България. То се намира в община Елена, област Велико Търново.

## География
Село Косевци се намира в планински район.